# Kristovo příbuzenstvo z Prunéřova
Kristovo příbuzenstvo z Prunéřova je lipový reliéf z období 1500–1510. Nachází se ve stálé expozici Oblastního muzea v Chomutově.

## Historie díla
Reliéf nalezl vedoucí německé sekce Státního památkového ústavu dr. Rudolf Hönigschmied před rokem 1920 na půdě fary v Prunéřově. Je pravděpodobné, že pochází ze zaniklého prunéřovského farního kostela sv. Petra a Pavla, který byl v letech 1962–1966 zbořen kvůli těžbě uhlí. Byl získán roku 1945 pro Městské muzeum v Kadani, od roku 1972 je ve sbírce Oblastního muzea v Chomutově (inventární číslo Plk 79).

## Popis a zařazení
Polychromovaný reliéf z lipového dřeva, sestavený podélně ze tří desek spojených svlaky. Celkové rozměry jsou 83 × 90 × 12 centimetrů. Dílo bylo restaurováno roku 1982 Jiřím Tesařem, roku 1998 Janem Živným a v roce 2013 Radomilem Klouzou. Proporce a rozměry reliéfu odpovídají jeho umístění ve středu oltářního retáblu.
V centru výjevu je sedící svatá Anna a Panna Marie s Ježíškem. Přihlížející mužské postavy jsou vlevo tři Annini muži – svatý Jáchym, svatý Kleofáš a Salomas a vpravo svatý Josef. Obvyklé ikonografické uspořádání, které má původ ve středním Porýní v okruhu Nicolause Gerhaerta van Leyden je zde redukováno na vyobrazení Svaté rodiny, Anny a jejích tří mužů, které bylo časté v pozdně středověkém umění. Jako ikonografický typ sloužil zejména dřevořez Albrechta Dürera z roku 1511. Řada jiných vyobrazení Kristova příbuzenstva zahrnuje také další dvě dcery sv. Anny s dětmi.
Řezbář podle Opitze zpracoval osobitým způsobem podněty Veita Stosse z druhého období jeho působení v Norimberku po návratu z Krakova (1496). Podle novější práce je ze srovnání obličejového typu prunéřovské Panny Marie s řezbou Trůnící Panny Marie z oltáře bývalého dominikánského kláštera v Norimberku (Germanisches Nationalmuseum Nürnberg) patrné, že řezbář čerpal ještě ze starší tradice norimberské plastiky z let 1490–1495. Shody lze nalézt i v dynamickém pojetí drapérie a tvaru ohýbaných oblých křivek Mariina pláště a vlajícího roucha svatého Josefa.
Shodný typ obličeje a útlost figur vedl Opitze k připsání díla anonymnímu řezbáři označovanému jako Mistr Panny Marie. Ten byl autorem sochy Panny Marie na oltáři kostela Nanebevzetí Panny Marie v Mašťově. Podle novějšího bádání nelze potvrdit bližší dílenský vztah prunéřovského reliéfu k žádnému z děl zmiňovaných Opitzem v katalogu z roku 1928. Předpokládá se, že vznikl v prvním desetiletí 16. století v některé z kadaňských městských dílen, které přijímaly aktuální stylové podněty norimberského sochařství ze závěru 15. století.

### Jiná díla
- Truchlící Panna Marie z Piety, mariánská kaple v Herzogenaurach (1485-1490)
- Epitaf Konrada Imhoffa a jeho manželky Kateřiny (1495), Fränkische Galerie Kronach
- Trůnící Panna Marie, Růžencový oltář z dominikánského kostela v Norimberku (1490-1495), Germanisches Nationalmuseum, Norimberk[2]